# Castello di Castruzzone
Il castello di Castruzzone, anticamente Castrum Ugonis, sorge sopra uno sperone roccioso in frazione Airale del comune di Carema, in Piemonte.
Oggi ridotto a rudere, nel 1357 Amedeo VI lo ricevette come feudo perpetuo dal vescovo di Ivrea, insieme a Carema.

## Storia
Il castello prende il nome dai Carstrusson o Castruchon, che lo storico valdostano Jean-Baptiste de Tillier inserisce tra gli antichi signori di Carema (o Caresme o Caremme, in lingua francese antica per il de Tillier) e tra le famiglie nobili valdostane nella sua opera Nobiliaire du Duché d'Aoste.
Del castello (e di Carema) furono feudatari gli Ugoni, successivamente fu proprietà dei conti di Cavaglià e dei visconti di Valenza in compartecipazione.
Il castello di Castruzzone fu distrutto durante la guerra del secolo XVI. Ne restano le rovine.